# Elizabeta Koruška, kraljica Sicilije
Elizabeta Koruška (14. st.) bila je austrijska plemkinja i sicilska kraljica kao supruga kralja Petra II. od Sicilije. Također, Elizabeta je poznata kao regentica uime svog sina Ludovika.
Elizabetini roditelji bili su Oton Koruški i njegova žena Eufemija.
Godine 1323., Elizabeta se udala za Petra od Sicilije. Petrov je otac poznat po sukobu s Robertom Napuljskim. Glad i bolesti pogodile su Siciliju u Petrovo i Elizabetino doba, čineći Elizabetino regentstvo dosta problematičnim – podanici su bili u tenzijama, a plemstvo nije bilo previše naklonjeno kralju Petru.
Djeca Petra II. i gospe Elizabete:
- Konstanca/Konstancija Sicilska

Poznata je kao regentica uime brata Ludovika.
- Eleonora, kraljica Aragonije i majka Martina II. Sicilskoga
- Beatrica Sicilska

Postala je majka njemačkoga kralja Ruperta Falačkog.
- Eufemija od Sicilije
- Ludovik od Sicilije, kralj Sicilije
- Fridrik Jednostavni, kralj Sicilije
- Jolanda
- Ivan
- Blanka (talijanski Bianca)

Nakon što je postala udovica, Elizabeta je „zavladala“ kao regent.